# Ivan Mitchell
Ivan Gladstone „Mike“ Mitchell (* 9. Juli 1893 in Winnipeg, Manitoba; † 8. Mai 1942 ebenda) war ein kanadischer Eishockeytorwart, der während seiner aktiven Karriere zwischen 1912 und 1922 unter anderem für die Toronto St. Patricks in der National Hockey League spielte.

## Karriere

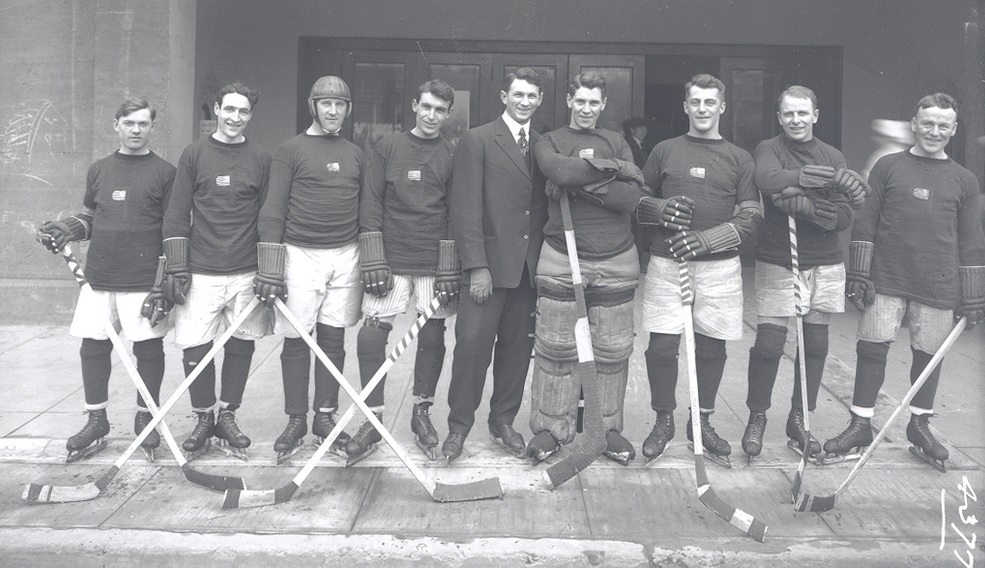
Mitchell (Vierter von rechts) auf dem Mannschaftsfoto der Portland Rosebuds

Mitchell spielte ab 1912 – mit Ausnahme der Saison 1914/15, als er für die Portland Rosebuds in der Pacific Coast Hockey Association aufs Eis ging – in unterklassigen Ligen. Im Dezember 1919 verpflichteten die Toronto St. Patricks aus der National Hockey League den Torhüter. Mitchell blieb dem Team zwei Jahre lang treu, ehe er sich Anfang Dezember 1921 dem Ligakonkurrenten Hamilton Tigers anschloss. Aufgrund der Verletzung von Torontos Stammkeeper John Ross Roach holten die St. Patricks ihr einstiges Teammitglied aber Mitte Dezember auf Leihbasis zurück nach Toronto, um Roach zu ersetzen. Er lief aber lediglich zweimal für die Mannschaft auf, da er eine karriereendende Krankheit in der Mayo Clinic im US-amerikanischen Baltimore im Bundesstaat Maryland behandeln lassen musste. Dennoch gehörte der Torwart am Saisonende dem Team bei, das den Stanley Cup gewann.

## Erfolge und Auszeichnungen
- 1922 Stanley-Cup-Gewinn mit den Toronto St. Patricks

## NHL-Statistik
(Legende zur Torhüterstatistik: GP oder Sp = Spiele insgesamt; W oder S = Siege; L oder N = Niederlagen; T oder U oder OT = Unentschieden oder Overtime- bzw. Shootout-Niederlage; Min. = Minuten; SOG oder SaT = Schüsse aufs Tor; GA oder GT = Gegentore; SO = Shutouts; GAA oder GTS = Gegentorschnitt; Sv% oder SVS% = Fangquote; EN = Empty Net Goal; 1 Play-downs/Relegation; Kursiv: Statistik nicht vollständig)